# Jaspi
El jaspi és una roca sedimentària. Posseeix una superfície suau i s'utilitza per a ornamentació o com gemma. Es pot polir i utilitzar en gerros, segells i, temps enrere es va utilitzar per a caixes de tabac. Els colors són vermells o violacis, grisos a negres, de vegades verds, grocs, marrons, de vegades combinats. La jaspilita és varietat de jaspi vetejat amb nivells ferruginosos i manganesífers molt distintius.

## Formació i mineralogia
Procedeix d'un fang silici des del començament de la diagènesi. El silici (90 a 95% de la roca) es troba en el dipòsit abisal calcedònic, i en el ciment en forma de calcedònia i quars, i més rarament d'òpal a l'interior d'una trama argilosa tenyida per òxids de ferro o matèria carbonosa. Els jaspis no contenen grans detrítics i la fractura és llisa o estellosa, de vegades concoidal, mat i opaca.

## Jaspi vermell
El jaspi vermell pertany a l'àmplia família dels jaspis, que han estat molt apreciades des de l'antiguitat per la seva gran varietat de colors i la geometria dels seus dissenys. La varietat monocromàtica és molt rara. S'han trobat bells exemplars a Sud-àfrica. El jaspi vermell s'utilitza com a pedra ornamental i de vegades com a pedra preciosa. D'aquesta pedra es parla als escrits d'Alexandre el Gran, Plini el Vell i els alquimistes medievals, el poeta Dante Alighieri l'esmenta a la Divina Comèdia i trobem nombroses referències, al costat d'altres pedres, tant en l'Antic Testament com en el Nou Testament.